# Marcegliani
Marcegliani (in croato Marceljani o Marciljani) è un insediamento del comune di Albona, nella regione istriana, in Croazia. Nel 2001, la località conta 162 abitanti.

## Società

### Evoluzione demografica
Evoluzione demografica della località di Marcegliani secondo i seguenti anni: 
1890 = 65 ab.| 1900 = 85 ab.| 1910 = 143 ab.| 1948 = 220 ab.| 1953 = 269 ab.| 1961 = 234 ab.| 1971 = 192 ab.| 1981 = 186 ab.| 1991 = 170 ab.| 2001 = 162  ab.